# Pierrefitte-sur-Aire
Pierrefitte-sur-Aire é uma comuna francesa na região administrativa de Grande Leste, no departamento de Meuse. Estende-se por uma área de 17,56 km². Em 2010 a comuna tinha 332 habitantes (densidade: 18,9 hab./km²).